# Fastigium
Fastigium, fastigium vertices – wierzchołkowo-grzbietowa powierzchnia ciemienia występująca u prostoskrzydłych długoczułkich przybierająca formę wypukłości. Określana też jako wydatny, wystający kąt pomiędzy ciemieniem a twarzą.